# Kamešnica
Kamešnica är det sydligaste bergområdet i bergsryggen Dinara på gränsen mellan Bosnien och Hercegovina och Kroatien. Bergsryggen utgör i sin tur en del av Dinariska alperna.Högsta toppen är Konj, 1 856 meter över havet. 